# Лацен
Лацен (њем. Laatzen) град је у њемачкој савезној држави Доња Саксонија. Једно је од 21 општинског средишта округа Регион Хановер. Према процјени из 2010. у граду је живјело 40.109 становника. Посједује регионалну шифру (AGS) 3241009.

## Географски и демографски подаци
Лацен се налази у савезној држави Доња Саксонија у округу Регион Хановер. Град се налази на надморској висини од 46 метара. Површина општине износи 34,1 km². У самом граду је, према процјени из 2010. године, живјело 40.109 становника. Просјечна густина становништва износи 1.178 становника/km².

## Међународна сарадња
| Мјесто               | Држава    | Врста сарадње | Од    |
| -------------------- | --------- | ------------- | ----- |
| Губин                | Пољска    | партнерство   | 1990. |
| Емсмонд              | Холандија | партнерство   | 1973. |
|                      | Француска | партнерство   | 1966. |
| Вајдхофен ан дер Ибс | Аустрија  | партнерство   | 1986. |
| Извор                |           |               |       |